# Yang Haoran
Yang Haoran (chiń. 杨浩然; ur. 22 lutego 1996 w Chengde) – chiński strzelec specjalizujący się w strzelaniu z karabinu, mistrz olimpijski, czterokrotny mistrz świata, dwukrotny złoty medalista igrzysk azjatyckich, trzykrotny mistrz Azji.

## Przebieg kariery
Zadebiutował w 2012 roku, startując w mistrzostwach Azji w Nanchangu, gdzie zdobył złoty medal w konkurencji karabin pneumatyczny 10 m. Rok później obronił tytuł mistrza Azji w tej samej konkurencji.
W 2014 roku otrzymał złoty medal letnich igrzysk olimpijskich młodzieży w konkurencji karabin pneumatyczny 10 m, złoty medal igrzysk azjatyckich w tej samej konkurencji (zarówno indywidualnie, jak i w drużynie), jak również srebrny medal mistrzostw Azji w konkurencji strzelania z karabinu pneumatycznego. Na mistrzostwach świata rozgrywanych w Grenadzie sięgnął po dwa złote medale w konkurencji strzelania z karabinu pneumatycznego z 10 m – zarówno indywidualnie, jak i drużynowo.
W 2015 po raz pierwszy startował w zawodach w konkurencji strzelania z karabinu z 50 m w trzech postawach. Był uczestnikiem uniwersjady rozgrywanej w Gwangju, tam otrzymał pięć medali – trzy złote, jeden srebrny i jeden brązowy. Natomiast rok później debiutował na letnich igrzyskach olimpijskich, w ramach olimpijskich zmagań w Rio de Janeiro wystąpił w konkurencji karabin pneumatyczny 10 m i z wynikiem 620,5 pkt zajął 31. pozycję.
W 2018 wywalczył kolejne dwa złote medale mistrzostw świata, dokonał tego w konkurencji strzelania z karabinu pneumatycznego 10 m drużynowo oraz w mikście. Również na tych mistrzostwach, zawodnik zdobył srebrny medal w konkurencji karabin małokalibrowy 50 m w trzech postawach (drużynowo). W tym samym roku zdobył trzeci tytuł mistrza Azji w strzelaniu z 10 metrów, powtórnie w konkurencji karabin pneumatyczny 10 m. Na igrzyskach azjatyckich w Dżakarcie obronił indywidualnie złoty medal w konkurencji karabin pneumatyczny 10 m, jak również zdobył srebrny medal w konkurencji karabin pneumatyczny 10 m w mikście.
Na igrzyskach w Tokio otrzymał dwa medale olimpijskie. W konkurencji karabin pneumatyczny 10 m uzyskał wynik 632,7 pkt (w eliminacjach) i 229,4 pkt (w finale) dający mu brązowy medal, natomiast w konkurencji karabin pneumatyczny 10 m (mikst) uzyskał wynik 633,2+419,7+17,0 pkt i dzięki niemu zdobył złoty medal, razem z koleżanką z kadry Yang Qian.